# Miris
Os miris das montanhas sâo um grupo tribal em Arunachal Pradesh, Índia. Eles estão estabelecidos principalmente dentro e por volta de Daporijo. Em 1998, a tribo foi consolidada com uma tribo mais populosa, Nishi, devido à sua minúscula população. A consolidação ainda é um assunto que gera discordância entre muitos miris.